# All India Scheduled Castes Federation
All India Scheduled Castes Federation (SCF, Hindi शेड्युल्ड कास्ट्स फेडरेशन, „All-Indischer Bund der gelisteten Kasten“) war eine politische Partei in Indien, die 1942 von Bhimrao Ramji Ambedkar gegründet wurde und 1957 in der neu gegründeten Republikanischen Partei Indiens (Republican Party of India) aufging.

## Parteigeschichte

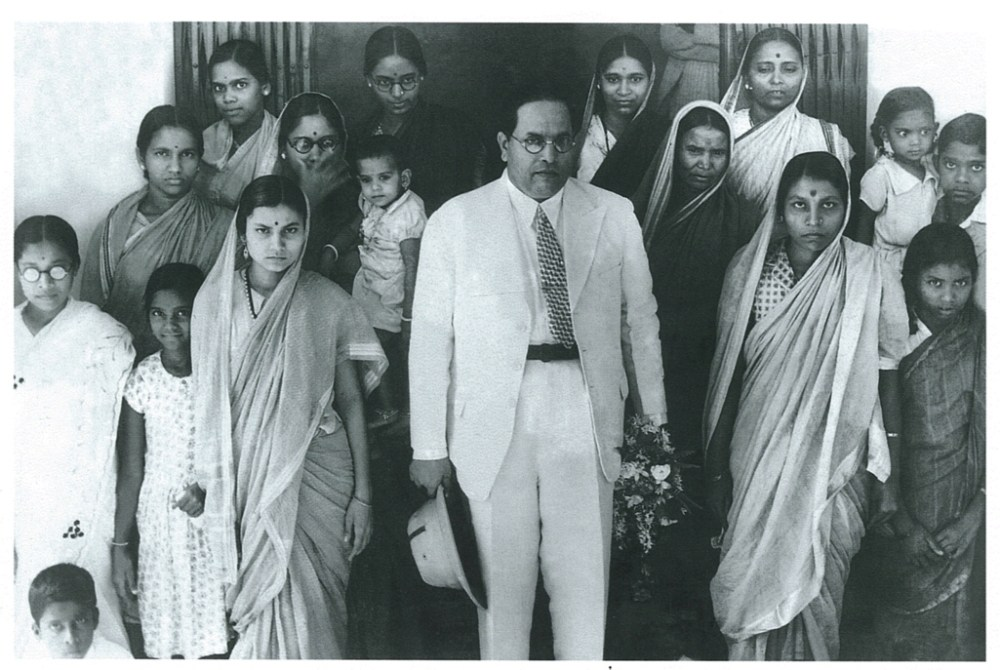
Der Parteigründer B. R. Ambedkar mit weiblichen Delegierten der Scheduled Castes Federation auf der Konferenz von Nagpur 1942

Prozentualer Anteil der Scheduled Castes an der Bevölkerung der Bundesstaaten und Unionsterritorien nach der Volkszählung von 2011

Der Parteigründer Bhimrao Ramji Ambedkar hatte es sich schon frühzeitig zur Lebensaufgabe gemacht, die Interessen der unteren Kasten und der Dalits in Britisch-Indien zu vertreten. Ambedkar strebte Sonderrechte für diese gesellschaftlichen Gruppen an und beanspruchte ähnliche Minderheitenrechte, wie sie die Muslime teilweise erhalten hatten. Er forderte beispielsweise eine eigene Wählerklasse für die Dalits, die separat ihre politischen Vertreter in die Volksvertretungen wählen sollten und schlug vor, die Dalits im großen Stil auf ungenutztes Land umzusiedeln, damit sie dort lokal die Mehrheit bildeten und entsprechend eine Art territoriale Autonomie erhalten konnten. Mit diesen Vorstellungen geriet er mehrfach in Gegensatz zu Gandhi, dem es immer auf eine möglichst große Einheit der indischen Autonomie- und Unabhängigkeitsbewegung ankam und der solche „kommunalistischen“ Forderungen ablehnte.
SCF wurde auf der nationalen Zusammenkunft von Vertretern der Scheduled Castes, die vom 17. bis 20. Juli 1942 in Nagpur stattfand, gegründet. Unmittelbarer äußerer Anlass der Gründung war die von der britischen Regierung auf dem Höhepunkt des Weltkrieges 1942 nach Indien entsandte Mission unter dem Labour-Politiker Richard Stafford Cripps („Cripps-Mission“), die Vorschläge zur verfassungsrechtlichen Weiterentwicklung Indiens unterbreitet hatte. Cripps hatte den vollen Dominion-Status für Indien nach Kriegsende in Aussicht gestellt. Die Forderungen Ambedkars und der Dalit-Führer blieben in seinen Vorschlägen vollständig unberücksichtigt. Die genannte Konvention in Nagpur verabschiedete eine Resolution, in der zum einen die Vorschläge der Cripps-Mission zurückgewiesen wurden. Zum anderen wurden Forderungen hinsichtlich der Verbesserung der gesellschaftlichen Position der Dalits formuliert: bei künftigen Wahlen und bei der Besetzung von staatlichen Stellen sollte ein Quotensystem eingeführt werden, um eine Mindestzahl von Dalit-Vertretern in den gewählten Volksvertretungen und bei der Besetzung von stattlichen Stellen zu gewährleisten. Zum SCF-Vorsitzenden wurde Rao Bahadur N. Shivaraj aus Madras und zum Generalsekretär P. N. Rajbhoj (Bombay) gewählt.
Nach Kriegsende fanden 1946 erneut Wahlen zu den Provinzialversammlungen statt. Die SCF nahm aktiv daran teil und stellte insgesamt 51 Kandidaten auf (nach Provinzen: Madras 24, Bombay 5, Bengalen 6, United Provinces 5, Central Provinces and Berar 11). Gewählt wurden davon allerdings nur zwei, S. N. Mandal in Bengalen und R. P. Jadhav in den Central Provinces and Berar. Nach der Teilung Indiens 1947 und der Unabhängigkeit der beiden Staaten Indien und Pakistan wurde Jawaharlal Nehru Premierminister der indischen Übergangsregierung. Nehru nahm S. N. Mandal als Minister in sein Kabinett auf. Ambedkar wurde in die Nationalversammlung gewählt und Justizminister im Kabinett Nehru. Unter seiner Leitung tagte das Drafting Committee („Entwurfs-Komitee“), das die Verfassung der Republik Indien ausarbeitete, die am 26. Januar 1950 in Kraft trat.

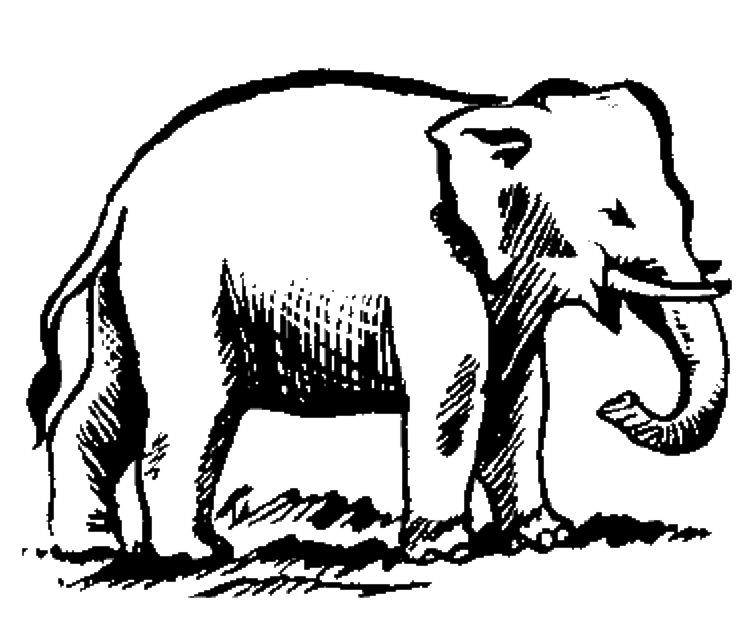
Der Elefant – das von der Indischen Wahlkommission der SCF zugeteilte Wahlsymbol auf Stimmzetteln

Bei der ersten allgemeinen Parlamentswahl 1951–1952 nach Inkrafttreten der Verfassung wurde die SCF durch die Indische Wahlkommission als „nationale Partei“ anerkannt und Vertreter der SCF kandidierten in 34 der 401 Wahlkreise (Bombay 4, Madhya Pradesh 3, Madras 9, Punjab 2, Uttar Pradesh 8, Hyderabad 4, Rajasthan 1, Delhi 1, Himachal Pradesh 1, Vindhya Pradesh 1). Landesweit erhielt die SCF 2.521.695 Stimmen (2,38 %), jedoch wurden nur zwei Vertreter tatsächlich gewählt. Bei den sich anschließenden Wahlen zu den Parlamenten der Bundesstaaten stellte die SCF 215 Kandidaten auf, von denen 12 gewählt wurden (5 Hyderabad, 2 Madras, 2 Mysore, 1 Bombay, 1 P.E.P.S.U., 1 Himachal Pradesh). Insgesamt war die Partei deutlich durch das geltende Mehrheitswahlrecht benachteiligt, da die Dalits nirgendwo auch nur annähernd die Bevölkerungsmehrheit stellten. Ambedkar kam zu der Einsicht, dass die von ihm gegründete Partei auf eine breitere gesellschaftliche Basis gestellt werden müsse, um der übermächtigen Kongresspartei, die bei der Wahl 1951–1952 eine Dreiviertelmehrheit der Parlamentssitze gewonnen hatte, wirksam entgegentreten zu können. Er konnte seine Absicht der Gründung einer neuen Partei nicht mehr zur Ausführung bringen, da er 1956 im Alter von 65 Jahren starb. Seine Anhänger führten die Idee fort und gründeten 1957 die Republikanische Partei Indiens, in der die SCF aufging.